# Катастрофа Ан-26 над Хмеймімом
Катастрофа Ан-26 в Сирії — авіаційна катастрофа, яка сталася 6 березня 2018 року. Літак Ан-26 розбився за 500 метрів від злітно-посадкової смуги авіабази «Хмеймім», загинуло 39 людини. 
Усі вони були військовослужбовцями збройних сил Російської Федерації , включаючи генерал-майора Владимира Єрмеєва .

## Данні літака
Тип: Військово-транспортний літак

Модель: Ан-26

Бортовий номер: 603 (червоний)

Реєстрація: RF-92955/52

Серійний номер: 10107

Перший політ: 1980

## Хроніка подій
Транспортний літак Ан-26 здійснював переліт авіабаза Кувейріс (біля Алеппо) — авіабаза «Хмеймім» у Сирії і розбився при заході на посадку в пункті призначення приблизно о 17:00 за місцевим часом 6 березня 2018 року, не долетівши 500 метрів до злітно-посадкової смуги. Літак несподівано зачепив крилом занедбаний будинок, після чого різко пірнув носом вниз. Після цього машина звалилася на землю і за інерцією «з'їхала» в яр".
За даними Міністерства оборони Російської Федерації, на борту літака, що впав були 33 пасажири (всі військовослужбовці російської армії, включаючи бійців приватної військової компанії «Вагнер», з них 27 офіцерів, один у званні генерал-майора) і шість членів екіпажу. Всі вони загинули, попередньою причиною була названа технічна несправність.
Наступного дня, 7 березня, ісламське угруповання «Джейш аль-Іслам» взяло на себе відповідальність за збитий літак. У розповсюдженій заяві було сказано, що російський літак Ан-26 був збитий з кулеметів на висоті 100 метрів від землі, коли заходив на посадку. «Джейш аль-Іслам» називає причиною цього дії Росії у Східній Гуті.
За іншими даними, причиною катастрофи могли стати зношеність і моральна застарілість літака.

## Жертви катастрофи
Серед загиблих — генерал-майор Володимир Єремєєв, один полковник, два капітани 1-го рангу, 6 майорів, 29 молодших офіцерів і сержантів. Українських громадян на борту не було. 

## Розслідування
Слідчий комітет та Військова прокуратура Російської Федерації порушили кримінальну справу за фактом загибелі літака.

## Реакція
Президент РФ Володимир Путін висловив співчуття рідним і близьким загиблих та всьому особовому складу Міністерства оборони Росії.
Лідер невизнаної Придністровської Молдавської республіки Вадим Красносельський висловив співчуття у зв'язку із загибеллю людей в авіакатастрофі.
Патріарх Московський і всієї Русі Кирил висловив співчуття у зв'язку з катастрофою літака Ан-26.